# أليكساندر رودريغوس
أليكساندر رودريغوس (بالبرتغالية: Alexandre Rodrigues‏) هو ممثل برازيلي، ولد في 21 مايو 1983 في البرازيل.

## أعمال

### أفلام
- (2002) مدينة الرب[2]

## وصلات خارجية
- أليكساندر رودريغوس على موقع IMDb (الإنجليزية)
- أليكساندر رودريغوس على موقع روتن توميتوز (الإنجليزية)
- أليكساندر رودريغوس على موقع ألو سيني (الفرنسية)
- أليكساندر رودريغوس على موقع أول موفي (الإنجليزية)
- أليكساندر رودريغوس على موقع قاعدة بيانات الأفلام السويدية (السويدية)
- أليكساندر رودريغوس على موقع قاعدة بيانات الفيلم (الإنجليزية)
- أليكساندر رودريغوس على موقع كينوبويسك (الروسية)